# قرار الجمعية العامة للأمم المتحدة ES-11/3
قرار الجمعية العامة للأمم المتحدة ES-11/3 هو قرار للدورة الاستثنائية الطارئة الحادية عشرة للجمعية العامة للأمم المتحدة، وتم تبنيه في 7 أبريل 2022. كان الهدف من القرار تعليق عضوية روسيا في مجلس حقوق الإنسان التابع للأمم المتحدة بسبب «القلق البالغ إزاء أزمة حقوق الإنسان والأزمة الإنسانية المستمرة في أوكرانيا [...] بما في ذلك الانتهاكات الجسيمة والمنهجية وانتهاكات حقوق الإنسان» التي ارتكبتها روسيا، وتم تمرير القرار بأغلبية 93 صوتا مقابل 24 ضده وامتناع 58 عن التصويت. مع ذلك استقالت روسيا من مجلس حقوق الإنسان قبل التصويت على القرار.

## خلفية
في 1 أبريل 2022، تم نشر مقطع فيديو لمجزرة بوشا، وربط المذبحة بالقوات المسلحة الروسية. في 4 أبريل، أعلنت السفيرة الأمريكية لدى الأمم المتحدة ليندا توماس-غرينفيلد أن الولايات المتحدة ستسعى إلى عزل روسيا من مجلس حقوق الإنسان التابع للأمم المتحدة. في ذلك الوقت، كانت روسيا عضوا لمدة ثلاث سنوات في المجلس.
عُرض مشروع القرار A/ES-11/L.4 في 6 أبريل 2022. في السابق، تم تجريد ليبيا فقط من حقوق العضوية في المجلس، في عام 2011. وقبل التصويت، وزع الوفد الروسي لدى الأمم المتحدة بشكل خاص رسالة تحث الدول على عدم التصويت لصالح القرار أو الامتناع عنه، مؤكدا أن ذلك سيؤثر على العلاقات الثنائية.

## التصويت
في 7 أبريل 2022، اعتمدت الجمعية العامة للأمم المتحدة، التي تتطلب أغلبية الثلثين، القرار بأغلبية 93 صوتًا وصوتت 24 دولة ضده. في حين امتنعت 58 دولة عن التصويت. مع عضوية روسيا في المجلس حتى عام 2023،  أعلن الوفد الروسي أنه استقال من مجلس حقوق الإنسان في وقت سابق من ذلك اليوم في انتظار التصويت.
| التصويت                               | العدد | الدول | نسبة الأصوات | نسبة الأعضاء |
| ------------------------------------- | ----- | --- | ------------ | ------------ |
| مع                                    | 93    | ألبانيا، أندورا، أنتيغوا وبربودا، الأرجنتين، أستراليا، النمسا، جزر البهاما، بلجيكا، البوسنة والهرسك، بلغاريا، كندا، تشاد، شيلي، كولومبيا، جزر القمر، كوستاريكا، كوت ديفوار، كرواتيا، قبرص، جمهورية التشيك، الديمقراطية جمهورية الكونغو، الدنمارك، دومينيكا، جمهورية الدومينيكان، إكوادور، إستونيا، فيجي، فنلندا، فرنسا، جورجيا، ألمانيا، اليونان، غرينادا، غواتيمالا، هايتي، هندوراس، المجر، أيسلندا، أيرلندا، إسرائيل، إيطاليا، جامايكا، اليابان، كيريباتي، لاتفيا، ليبيريا، ليبيا، ليختنشتاين، ليتوانيا، لوكسمبورغ، ملاوي، مالطا، جزر مارشال، موريشيوس، ميكرونيزيا، مولدوفا، موناكو، الجبل الأسود، ميانمار ، ناورو، هولندا، نيوزيلندا، مقدونيا الشمالية، النرويج، بالاو، بنما، بابوا غينيا الجديدة، باراغواي، بيرو، الفلبين، بولندا، البرتغال، جمهورية كوريا، رومانيا، سانت لوسيا، ساموا، سان مارينو، صربيا، سيشيل، سيراليون، سلوفاكيا، سلوفينيا، إسبانيا، السويد، سويسرا، تيمور الشرقية، تونغا، تركيا، توفالو، أوكرانيا، المملكة المتحدة، الولايات المتحدة، أوروغواي | 53.14٪       | 48.19٪       |
| ضد                                    | 24    | الجزائر، بيلاروسيا، بوليفيا، بوروندي، جمهورية إفريقيا الوسطى، الصين، الكونغو، كوبا، إريتريا، إثيوبيا، الجابون، إيران، كازاخستان، قيرغيزستان، لاوس، مالي، نيكاراغوا، كوريا الشمالية، روسيا، سوريا، طاجيكستان، أوزبكستان، فيتنام، زيمبابوي | 13.71٪       |              |
| امتناع                                | 58    | أنغولا، البحرين، بنغلاديش، بربادوس، بليز، بوتان، بوتسوانا، البرازيل، بروناي، كابو فيردي، كمبوديا، الكاميرون، مصر، السلفادور، إسواتيني، غامبيا، غانا، غينيا بيساو، غيانا، الهند، إندونيسيا، العراق، الأردن، كينيا والكويت وليسوتو ومدغشقر وماليزيا وجزر المالديف والمكسيك ومنغوليا وموزمبيق وناميبيا ونيبال والنيجر ونيجيريا وعمان وباكستان وقطر وسانت كيتس ونيفيس وسانت فنسنت وجرينادينز والمملكة العربية السعودية والسنغال وسنغافورة وجنوب إفريقيا، جنوب السودان، سريلانكا، السودان، سورينام، تنزانيا، تايلاند، توغو، ترينيداد وتوباغو، تونس، أوغندا، الإمارات العربية المتحدة، فانواتو، اليمن | 33.14٪       |              |
| غياب                                  | 18    | أفغانستان، أرمينيا، أذربيجان، بنين، بوركينا فاسو، جيبوتي، غينيا الاستوائية، غينيا، لبنان، موريتانيا، المغرب، رواندا، ساو تومي وبرينسيبي، جزر سليمان، الصومال، تركمانستان، فنزويلا، زامبيا | -            |              |
| المجموع                               | 193   | – | 100٪         | 100٪         |
| المصدر: سجل التصويت A / RES / ES-11/3 |       | |              |              |

## روابط خارجية
- نص القرار ES-11/3 في المكتبة الرقمية للأمم المتحدة